# Zaduszniki (Subkarpaten)
Zaduszniki is een dorp in de Poolse woiwodschap Subkarpaten. De plaats maakt deel uit van de gemeente Padew Narodowa en telt 260 inwoners.